# 電車男 でも、俺旅立つよ。
『電車男 でも、俺旅立つよ。』（でんしゃおとこ でもおれたびだつよ）は、渡辺航による日本のラブコメ漫画作品。当時大ブームだった『電車男』の漫画化作品の1つ。『チャンピオンRED』（秋田書店）で『制服ぬいだら♪』を連載中だった渡辺航が、同作品を中断し、同誌2005年3月号から2006年4月号まで連載した。

## 物語
大まかなストーリーは、原作『電車男』に準じている。が、ネット住人のキャラクターや私生活の様子などはほぼオリジナル。エルメスの友人も後述のようにほぼオリジナルに近い形にアレンジされたキャラクターになっている。

## 登場人物
電車
書店勤務の青年。女性とつきあった経験無し。
エルメス
OL。ちょっと天然ボケ。
この作品で運転免許を持っている設定で運転をするシーンがある。因みに愛車はスバル・インプレッサWRX (2代目前期型)。
エルメスの友人
エルメスの同僚のOL。この作品独自の解釈により元ヤンキー風の姐御肌な性格の女性になっている。
エルメスの妹
オリジナルキャラクター。高校生でメガネをかけたやや内向的な少女。スレを読んで電車に憧れているが、無論電車本人が誰だかわかっていない。

## 単行本
チャンピオンREDコミックスより刊行。全3巻。
1. 2005年5月20日発売 ISBN 4-253-23151-9
2. 2005年9月20日発売 ISBN 4-253-23152-7
3. 2006年2月20日発売 ISBN 4-253-23153-5

2013年10月8日に、同作者による『弱虫ペダル』のテレビアニメ放映開始に合わせ、少年チャンピオンコミックスより新装版が刊行。
- 上巻　ISBN 978-4253222716
- 下巻　ISBN 978-4253222723